# Carlo Carrà
Pour les articles homonymes, voir Carrà.
Carlo Carrà (prononcé : [ˈkarlo karˈra]), né le 11 février 1881 à Quargnento près d'Alexandrie en Italie et mort le 13 avril 1966 à Milan, est un peintre et graveur italien, cofondateur du futurisme.
Proche des libertaires dans sa jeunesse, il terminera aux côtés des ultra-nationalistes lors de la montée du fascisme mussolinien.

## Biographie
À l'âge de 15 ans, il travaille en tant que décorateur mural à Milan où il fréquente musées et galeries et découvre la peinture de Giovanni Segantini.
Entre 1899 et 1900, Carlo Carrà est à Paris pour décorer des pavillons de l'exposition universelle. Il se familiarise avec l'art contemporain français, notamment, l'impressionnisme.
Il passe six mois à Londres et fréquente des anarchistes italiens exilés.
De retour à Milan, il intègre l'Académie des beaux-arts de Brera où il suit les cours de Cesare Tallone (1906).
En 1910, avec Umberto Boccioni, Luigi Russolo et Marinetti, il signe le Manifeste de la peinture futuriste.
En 1915, Carrà et Giorgio De Chirico et son frère Alberto fondent le mouvement Pittura metafisica, reprenant le terme « métaphysique » écrit par Guillaume Apollinaire dans un compte rendu à l'occasion d'une exposition de tableaux de De Chirico au Salon d'automne de 1913 à Paris.
Comme beaucoup d'autres futuristes, Marinetti, le premier, mais aussi le peintre Giorgio Morandi, il est séduit par le fascisme de Mussolini. Il adopte des opinions réactionnaires jusqu'à devenir ultra-nationaliste et irrédentiste.
Outre ses peintures, on compte parmi ses réalisations de nombreux livres d'art. Il a également enseigné à Milan.

## Œuvres
- Les Funérailles de Galli l'anarchiste, 1911, huile sur toile, 198,7 x 259,1 cm
- Ritmi d'oggetti, 1911, huile sur toile, 53 x 67 cm, Pinacothèque de Brera, Milan.
- Les Nageurs, 1910-1912, huile sur toile, 105 x 156 cm, Carnegie Museum of Art, Pittsburgh.
- Le Cavalier rouge, 1913, Museo del Novecento, Milan.
- Gentilhomme ivre, 1916, collection privée.
- La Muse métaphysique, 1917, Pinacothèque de Brera, Milan.
- Manifestation interventionniste, collage, 1914[2].
- Les Filles de Loth, 1919, huile sur toile, 110 × 80 cm[3].
- Le Pin sur la mer, 1921, huile sur toile, 68 × 52,5 cm[4].
- La Maîtresse de l'ingénieur, 1921, 55 × 40 cm collection Mattioli[5].
- Canal à Venise, 1926 huile sur table, 42.5 x 51.5 cm[6].
- Le Navire (1927), collection privée, Milan[5].
- Coucher de soleil sur la montagne, 1927, collection privée[5].
- Femmes au soleil, 1932, collection Valli, Florence[5].
- Mère et Fils.